# Mór Kóczán
Mór Kóczán, född 8 januari 1885 i Kocs, död 30 juli 1972, var en ungersk friidrottare.
Kóczán blev olympisk bronsmedaljör i spjutkastning vid sommarspelen 1912 i Stockholm.